# Greg Ryan
Greg Ryan (Frankfurt am Main, 21 de janeiro de 1957) é um técnico e ex-jogador de futebol norte-americano. Ryan jogou futebol profissional, atuando como defensor em times da North American Soccer League e da Major Indoor Soccer League. Ele também foi assistente técnico da Seleção de Futebol Feminino dos Estados Unidos entre 2002-2005, antes de se tornar o técnico principal da seleção entre 2005 e 2007. Antes disso, Ryan foi também técnico dos times de futebol da Colorado College, da Universidade do Wisconsin-Madison e da Universidade Metodista Meridional.
Em 1983, Ryan começou a atuar como técnico enquanto ainda jogava profissionalmente quando se tornou assistente técnico do time de futebol masculino da Colorado College. Ele se aposentou do futebol profissional após a primeira temporada do Chicago Sting na Major Indoor Soccer League em 1985. Logo depois ele se mudou para a Universidade do Wisconsin-Madison, onde dirigiu diversos times até 1993. Em 1991, ele foi escolhido melhor técnico de futebol feminino universitário do ano. Em 1996, ele foi contratado pela Universidade Metodista Meridional, onde ele obteve 37 vitórias, 21 empates e apenas 5 derrotas dirigindo o time de futebol feminino. Em 1999, ele voltou para a Colorado College. Em 2002, ele foi contratado para ser o assistente técnico de April Heinrichs na Seleção de Futebol Feminino dos Estados Unidos. Em 2005, após a saída de Heinrichs, ele se tornou o técnico principal da seleção.
A seleção americana terminou em primeiro em seu grupo na Copa do Mundo de Futebol Feminino de 2007, jogada na China. Nas quartas de finais o time derrotou a Seleção Inglesa por 3 à 0. No jogo das semifinais contra a Seleção Brasileira, Ryan decidiu deixar no banco a, até então goleira titular, Hope Solo, escolhendo escalar a veterana Briana Scurry. O time acabou perdendo o jogo por 4 à 0, a maior derrota já sofrida pela seleção americana em toda sua história. O técnico então foi amplamente criticado pela mudança brusca na escalação e também pelas substituições feitas durante o jogo, consideradas defensivas quando o time perdia e supostamente precisaria de mais força ofensiva para competir com as brasileiras. Em 22 de outubro de 2007, o presidente da Federação Americana de Futebol, Sunil Gulati, anunciou que o contrato de Ryan não seria estendido e terminaria no dia 31 de dezembro do mesmo ano.
Em 1 de fevereiro de 2008, Ryan aceitou assumir o cargo de treinador do time de futebol feminino da Universidade de Michigan. Ele se tornou assim o segundo treinador em 14 anos de existência do time feminino daquela universidade. Depois de duas temporadas fracassadas, em 2010 o time se classificou para o torneio da NCAA, sendo eliminado ainda na primeira fase. Em 2012, o time chegou as oitavas de final do torneio e em 2013, elas chegaram até as quartas de finais. Em sete temporadas em Michigan, Ryan acumulou 75 vitórias, 46 empates e 23 derrotas. Após a temporada de 2018, o técnico deixou a Universidade de Michigan.